# Gesa Felicitas Krause
Gesa Felicitas Krause (* 3. srpna 1992) je německá atletka, běžkyně, která se specializuje na hladké střední tratě a běh na 3000 metrů překážek. V současnosti je také držitelkou světového rekordu v běhu na méně vypisované trati 2000 metrů překážek časem 5:52,80 minut.

## Sportovní kariéra
V roce 2011 se stala juniorskou mistryní Evropy v běhu na 3000 metrů překážek. Na mistrovství světa v Pekingu v roce 2015 vybojovala v běhu na 3000 metrů překážek bronzovou medaili, což zopakovala i o čtyři roky později v Dauhá. V této disciplíně se stala mistryní Evropy v roce 2016 i 2018.

## Osobní rekordy
- Běh na 800 m – 2:03,09 min. (Pfungstadt, 2017)
- Běh na 1000 m – 2:41,59 min. (Wehrheim, 2011)
- Běh na 1500 m – 4:06,99 min. (Stockholm, 2016)
- Běh na 1 míli – 4:29,58 min. (Oslo, 2016)
- Běh na 3000 m – 9:02,04 min. (Hengelo, 2015)
- Běh na 2000 m Steeplechase – 5:52,80 min. (Berlín, 2019) SR
- Běh na 3000 m Steeplechase – 9:03,30 min. (Dauhá, 2019)